# Liste der Biografien/Soo
Liste der Biografien |
Portal Biografien |
Personensuche
# |
A |
B |
C |
D |
E |
F |
G |
H |
I |
J |
K |
L |
M |
N |
O |
P |
Q |
R |
S |
T |
U |
V |
W |
X |
Y |
Z |
?
 
Sa |
Sb |
Sc |
Sd |
Se |
Sf |
Sg |
Sh |
Si |
Sj |
Sk |
Sl |
Sm |
Sn |
So |
Sp |
Sq |
Sr |
Ss |
St |
Su |
Sv |
Sw |
Sy |
Sz
 
Soa |
Sob |
Soc |
Sod |
Soe |
Sof |
Sog |
Soh |
Soi |
Soj |
Sok |
Sol |
Som |
Son |
Soo |
Sop |
Sor |
Sos |
Sot |
Sou |
Sov |
Sow |
Sox |
Soy |
Soz
Die Liste der Biografien führt alle Personen auf, die in der deutschsprachigen Wikipedia einen Artikel haben. Dieses ist eine Teilliste mit 66 Einträgen von Personen, deren Namen mit den Buchstaben „Soo“ beginnt.

## Soo
- Soo Beng Kiang (* 1968), malaysischer Badmintonspieler
- Soo Han, Ong, malaysischer Stuntman und Schauspieler
- Soo Hoo, Brandon (* 1995), US-amerikanischer Schauspieler chinesischer Abstammung
- Soo, Chung Ling (1861–1918), US-amerikanischer Trickkünstler
- Soo, Frank (1914–1991), englischer Fußballspieler und -trainer
- Soo, Minnie Wai Yam (* 1998), hongkong-chinesische Tischtennisspielerin
- Soo, Phillipa (* 1990), US-amerikanische Schauspielerin und SängerinPhillipa Soo (* 1990)

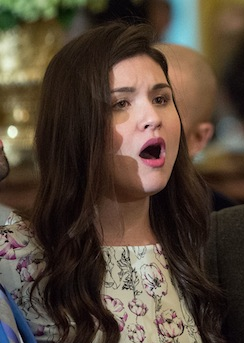
Phillipa Soo (* 1990)

- Soo, Teck Zhi (* 1995), malaysischer Badmintonspieler

### Sooa
- Sooäär, Jaak (* 1972), estnischer Jazzmusiker und Komponist

### Sood
- Sood, Chandril (* 1991), indischer Tennisspieler
- Sood, Lakshit (* 1991), indischer Tennisspieler
- Sood, Sonu (* 1973), indischer Schauspieler
- Soodyall, Himla (* 1963), südafrikanische Genetikerin

### Sooh
- SooHoo, Nikki (* 1988), US-amerikanische Schauspielerin

### Sook
- Sook, Ryan, US-amerikanischer Comiczeichner
- Sookboonmak, Ruksita (* 1975), thailändische Badmintonspielerin
- Sookee (* 1983), deutsche RapperinSookee (* 1983)

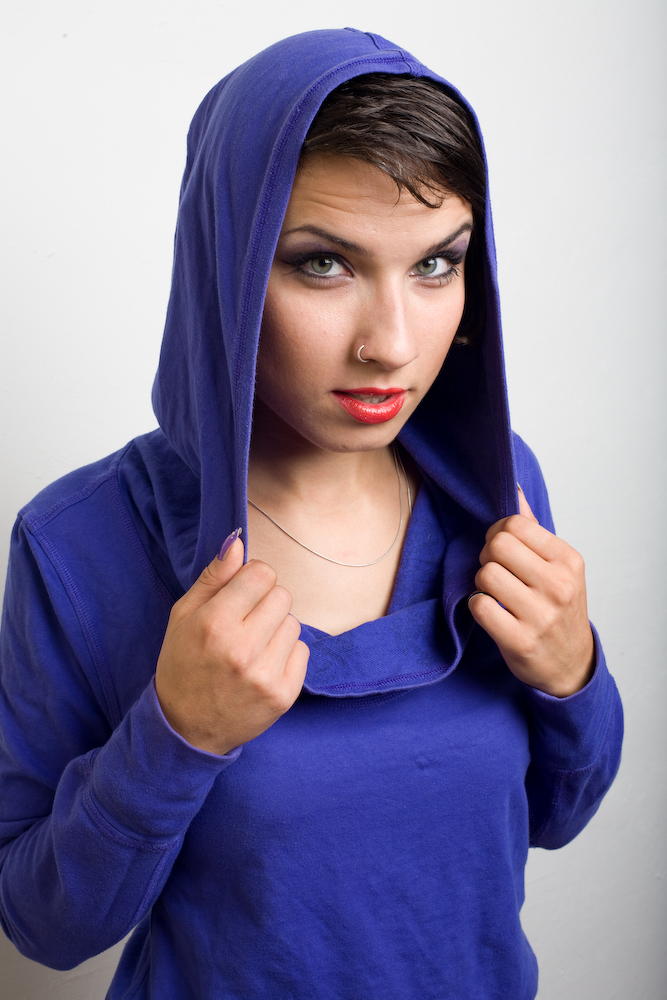
Sookee (* 1983)

- Sooki (* 1954), koreanische Künstlerin

### Sool
- Sooley, Sun (* 1973), senegalesischer Singer-Songwriter
- Sooli, Abdullah al- (* 1988), omanischer Sprinter
- Soolking (* 1989), algerischer Rapper

### Soom
- Soomekh, Bahar (* 1975), US-amerikanische Schauspielerin iranischer Herkunft
- Soomer, Hannes (* 1998), estnischer Motorradrennfahrer
- Soomer, Walter (1878–1955), deutscher Opernsänger (Bassbariton) und Gesangspädagoge
- Soomere, Tarmo (* 1957), estnischer Ozeanologe
- Soomets, Triin (* 1969), estnische Lyrikerin
- Soomro, Muhammad Mian (* 1950), pakistanischer Politiker, Ministerpräsident von Pakistan

### Soon
- Soon, Willie (* 1966), US-amerikanischer Raumfahrtingenieur
- Soon-Shiong, Patrick (* 1952), südafrikanisch-US-amerikanischer Unternehmer und Chirurg
- Soong, Charlie (1861–1918), chinesischer Methodistenprediger und Unternehmer
- Soong, Dominic, kanadischer Badmintonspieler malaysischer Herkunft
- Soong, Fie Cho (* 1989), malaysische Badmintonspielerin
- Soong, James (* 1942), taiwanischer Politiker, Vorsitzender und Präsidentschaftskandidat der Partei Qinmindang
- Soong, Joo Ven (* 1995), malaysischer Badmintonspieler
- Soong, T. V. (1894–1971), chinesischer Politiker
- Soongie, Justin Ain (* 1973), papua-neuguineischer Geistlicher, römisch-katholischer Bischof von Wabag
- Soons, Alfred (* 1948), niederländischer Jurist, Professor an der Universität Utrecht

### Soop
- Soopafly, US-amerikanischer Musikproduzent und Rapper

### Soor
- Soor, Gerhard (1913–1995), deutscher Schauspieler bei Bühne, Film und Fernsehen
- Sooronkulowa, Klara (* 1969), kirgisische Juristin und Politikerin

### Soos
- Soos, Bela (1930–2007), deutsch-rumänischer Schachspieler
- Soós, Csilla (* 1983), ungarisch-slowakische Glaskünstlerin
- Soós, Ferenc (1919–1981), ungarischer Tischtennisspieler
- Soós, Imre (1930–1957), ungarischer Schauspieler
- Soós, Károly (1869–1953), ungarischer General der Infanterie und Verteidigungsminister
- Soós, Márton (* 1982), ungarischer Jazzmusiker (Kontrabass, Arrangement)
- Soos, Paul von (1925–2019), deutscher Bauingenieur für Geotechnik
- Soos, Viktor (* 1996), deutscher Pianist
- Soós-Ruszka Hradetzky, Zoltán (1902–1992), ungarischer Sportschütze
- Soosa Pakiam, Maria Callist (* 1946), indischer Geistlicher, römisch-katholischer Erzbischof von Trivandrum
- Soosaar, Enn (1937–2010), estnischer Übersetzer und Publizist
- Soosaar, Sven-Erik (* 1973), estnischer Linguist und Lexikograph
- Soosai, Nazarene (* 1963), indischer Geistlicher, römisch-katholischer Bischof von Kottar
- Soose, Billy (1915–1998), US-amerikanischer Boxer im Mittelgewicht
- Soost, Detlef (* 1970), deutscher Tänzer, Choreograf und ModeratorDetlef Soost (* 1970)

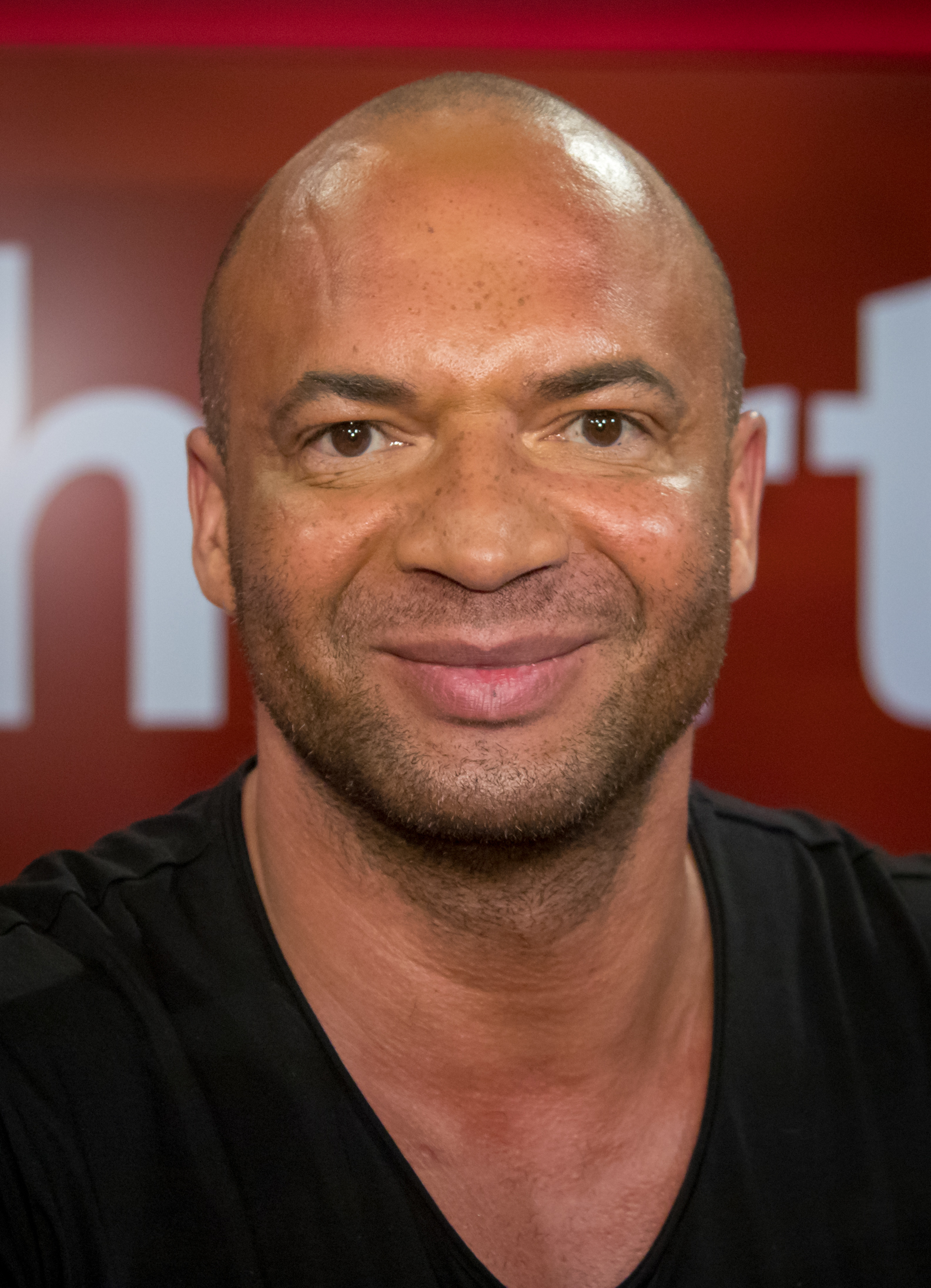
Detlef Soost (* 1970)

- Soosten, Helmut von (* 1964), deutscher Volleyballtrainer
- Soosten, Udo von (1923–1986), deutscher Politiker (CDU), MdL
- Soosten, Walter von (1895–1945), deutscher Polizist und SS-Führer
- Soostmeyer, Michael (1943–2002), deutscher Sachunterrichtsdidaktiker

### Soot
- Soot, Fritz (1878–1965), deutscher Opernsänger (Tenor)
- Sööt, Karl Eduard (1862–1950), estnischer Lyriker
- Soot, Wilbur (* 1996), englischer Webvideoproduzent, Streamer und Musiker
- Soothill, Keith (1941–2014), britischer Kriminologe und Sozialforscher
- Soothill, William Edward (1861–1935), englischer Missionar und Sinologe
- Soots, Jaan (1880–1942), estnischer Militär und Politiker

### Sooy
- Sooyoung (* 1990), südkoreanische Popsängerin